# Bowling Green (Ohio)
Bowling Green – miasto w Stanach Zjednoczonych, w stanie Ohio.
Liczba mieszkańców w 2000 roku wynosiła 29 636.